# Escola dos Desportos de Singapura

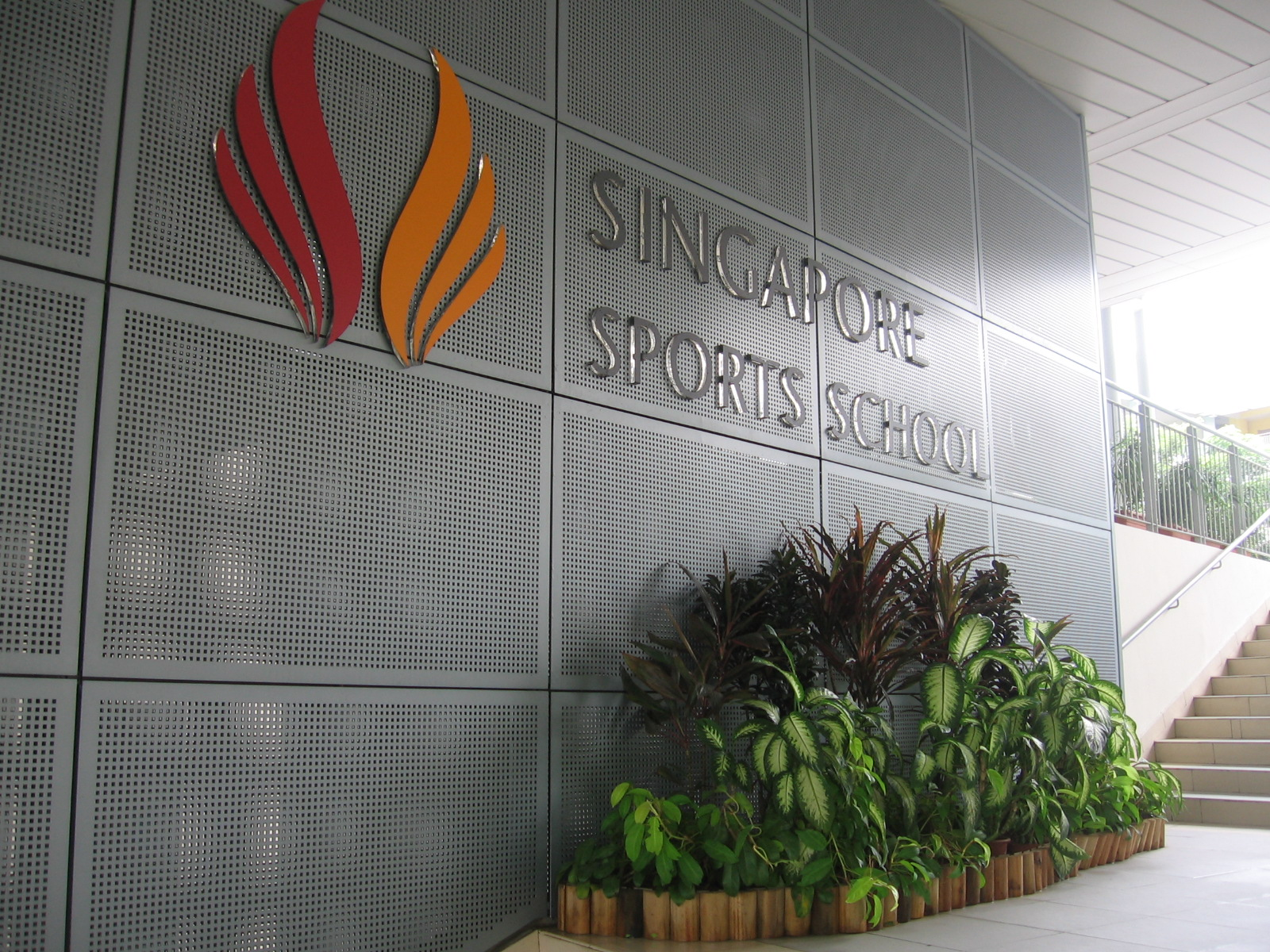
Logótipo da Escola dos Desportos

A Escola dos Desportos de Singapura (em chinês simpificado: 新加坡体育学校) é uma escola independente especializada, em Singapura. Foi iniciada pelo Ministério do Desenvolvimento da Comunidade, Juventude e Desportos, e destina-se aos jovens desportistas que têm talento e capacidades nos desportos.
A escola recebeu os seus primeiros estudantes em janeiro de 2004, e foi oficialmente aberta pelo Primeiro Ministro Goh Chok Tong a 2 de abril de 2004. As instalações da escola, que custaram 75 Milhões de Dólares Singapuranos (DS) estão localizadas num sítio de 70 mil metros quadrados na Champions Way 1, em Woodlands.

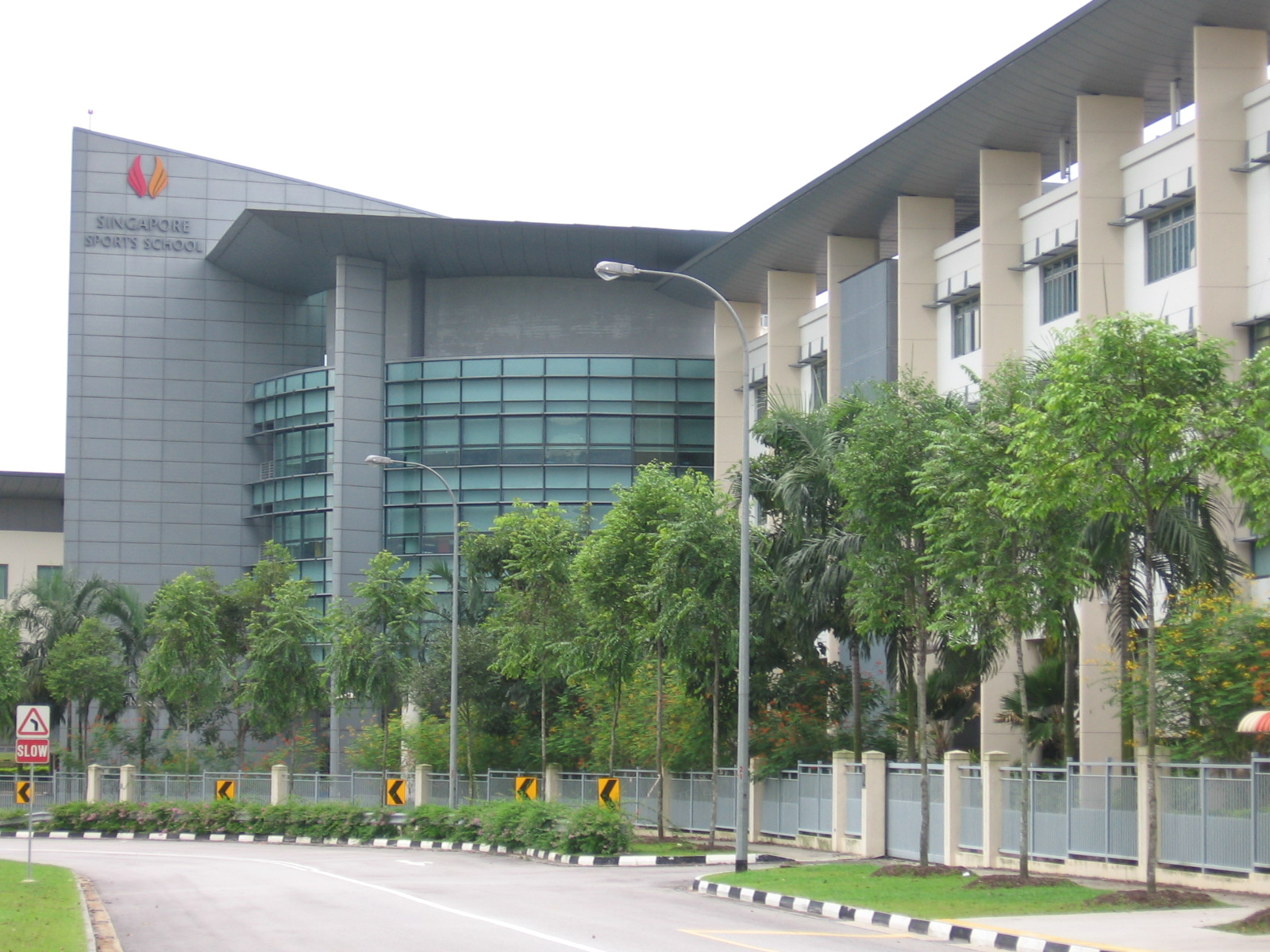
Escola dos Desportos de Singapura

## Visão
A Escola dos Desportos de Singapura é uma escola especializada que fornece um bom ambiente académico e de treino para os talentosos jovens atletas. A ideia para estabelecimento de uma escola especializada para os jovens atletas foi sugerida pelo Comité Desportivos de Singapura (CoSS) em 2000.
O CoSS notou que o ambiente académico exigente coloca muita pressão aos jovens atletas, levando a maior parte a abandonar as suas aspirações desportivas em favor dos estudos.
Nas escolas principais, foi também observado que recursos para a elite desportiva são muitas vezes limitados, já que se focam, normalmente, na qualidade da educação académica.
Após a decisão governamental, a construção teve que ser posta em prática - um complexo de 75 milhões de Dólares Singapuranos em Woodlands que levaria eventualmente 13 meses para estar completo.
A Sra. Deborah Tan, a diretora da escola, foi ajudada pelo Sr. Chua Choon Seng que encabeça a Divisão de Serviços Corporativos; pelo Dr. Irwin Seet, que é o Diretor dos Desportos; e o Sr. Raymond Mak e o Sr. Seah Poh Chua, que são os Reitores da Divisão Académica.
Nenhuma outra escola na Singapura liga os desportos e os estudos tão perto como a Escola dos Desportos, que surgiu sob a égide do Ministro do Desenvolvimento da Comunidade, Juventude e Desportos.
À parte de fornecer um currículo modular para permitir os estudantes terem resposta às exigências rigorosas de formação e competição, a Escola dos Desportos pões cada estudante numa jornada pessoal em direção à excelência. Esta ajuda os estudantes a ser o melhor que podem no lado da competição e nas aulas. A Escola dos Desportos não se foca em ganhar, mas sim em chegar ao potencial dos estudantes. Nesta cultura, um estudante não aprende só acerca de disciplina e foco mental, mas também cultiva um desejo de excelência.

## Horário de atividades
Os estudantes escolhidos vivem 5 dias por semana no espaço da escola. O dia destes inicia-se às 6h, e tem as seguintes atividades, por ordem de prática:
1. Primeira Sessão de Treinos
2. Pequeno-Almoço
3. Aulas modulares baseadas no currículo ensinado nas escolas principais, nas salas de aulas especializadas
4. Programas de Enriquecimento
5. Pausa para descansar/dormir
6. Segunda Sessão de Treinos
7. Jantar
8. Tempo de estudo supervisionado
9. As luzes apagam-se às 22h00.

## Especialistas da Escola
A Escola dos Desportos tem uma Academia de Ciência do Desporto, a única em Singapura. Um biomecanicista desportivo, um psicólogo desportivo, um fisiologista desportivo, 2 treinadores de condição e força, 3 fisioterapeutas e um nutricionista para acompanhar o crescimento e desenvolvimento dos alunos desportistas, garantindo que estes dão o seu máximo enquanto a performance é constantemente elevada.

## Instalações
A Escola dos Desportos de Singapura tem salas de aulas para turmas de 20 a 25 estudantes, laboratórios de ciência, bibliotecas, sedes especializadas e laboratórios de música, e 3 blocos residenciais para os estudantes e staff.
A escola dispõe de:
- 2 Piscinas de Tamanho Olímpico para todas as condições atmosféricas
- 12 pistas de bowling
- Auditório Indoor multi-desportos com 700 lugares sentados
- Centro de Treino de Badmínton de 10 courts
- Centro de Tênis de mesa que pode ter mais de 32 mesas
- Pista de corrida de 400 metros de tartan, de 8 linhas
- Campo Sintético de Futebol
- Dois Ginásios e centro de condição e força
- Estas instalações da Escola dos Desportos de Singapura estão também disponíveis para aluguer do público

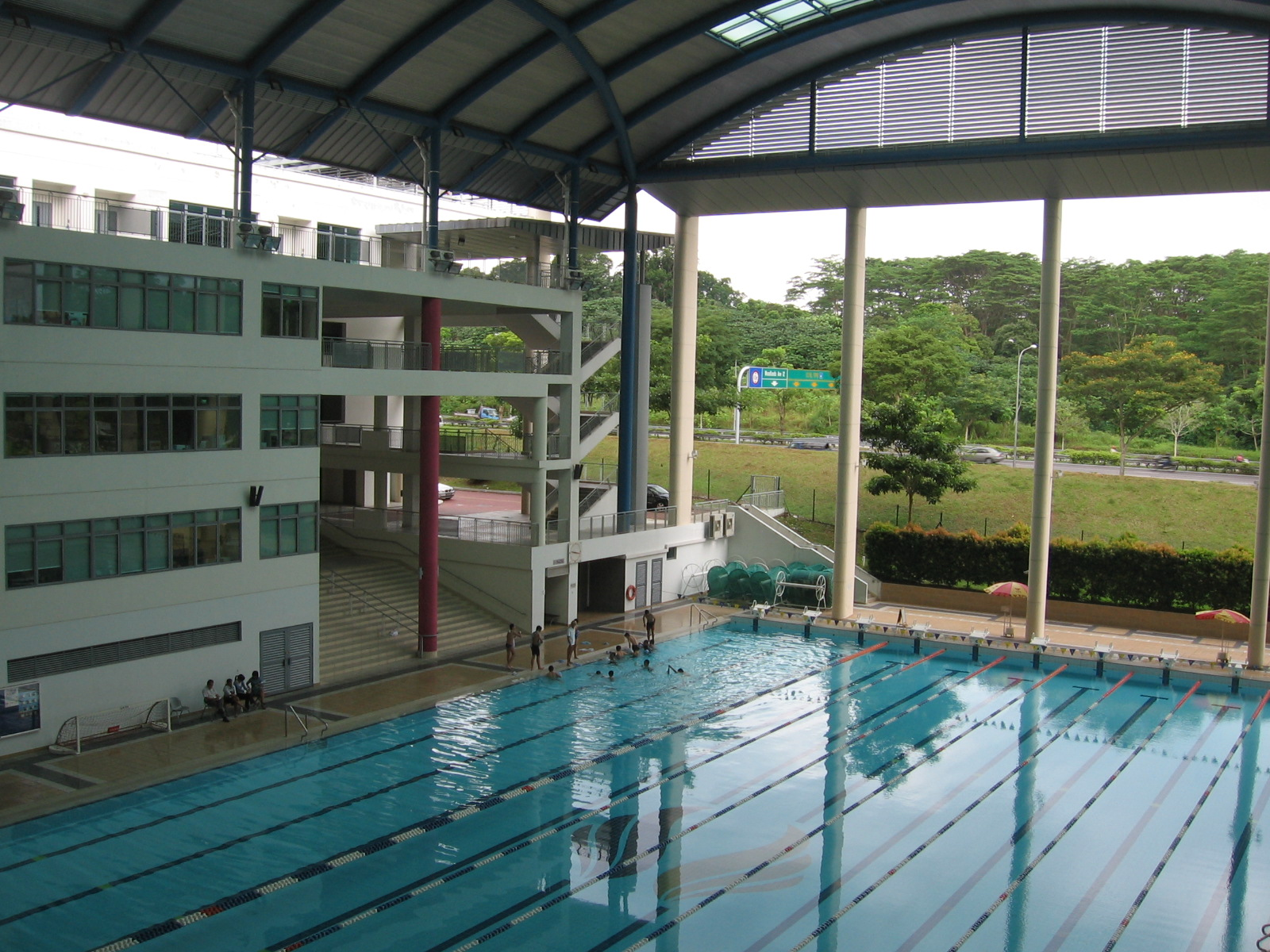
Uma das piscinas com tamanho olímpico

## Desportos Oferecidos
- Badmínton
- Bowling
- Futebol
- Natação
- Netbol
- Pista e Campo (Atletismo, Futebol, etc.)
- Tênis de Mesa
- Vela

É de salientar que esta escola receberá eventos de Halterofilismo, Natação, Pentatlo Moderno e de Voleibol Indoor nos Jogos Olímpicos da Juventude de 2010.

## Idioma Wikipédia Original
- «Traduzido da Wikipédia em Inglês»